# Entedon crassiscapus
Entedon crassiscapus är en stekelart som beskrevs av Erdös 1944. Entedon crassiscapus ingår i släktet Entedon, och familjen finglanssteklar. Arten är reproducerande i Sverige.